# Jinačovice
Jinačovice (in tedesco Inatschowitz) è un comune della Repubblica Ceca facente parte del distretto di Brno-venkov, in Moravia Meridionale.